# Joel Andersson
Joel Andersson (født 11. november 1996 i Göteborg) er en svensk fodboldspiller, der er forsvarsspiller i bulgarske Ludogorets.